# Сейлинг, Уильям
Уильям Бернард Сейлинг (англ. William Bernard Seiling; 28 мая 1864, Сент-Луис — 5 января 1951, Сент-Луис) — американский перетягиватель каната, серебряный призёр летних Олимпийских игр 1904 года.
На Играх 1904 года в Сент-Луисе Сейлинг входил в состав второй команды США, которая заняла второе место и выиграла серебряные медали.